# SIMEX
De Singapore International Monetary Exchange ofwel SIMEX was een future beurs in Singapore.
De beurs voor de verhandeling van futures op valuta's werd opgericht in 1985. De beurs vervulde een belangrijke rol in de handel in valuta's doordat het samen met Londen (LIFFE) en Chicago (CME) de handel vierentwintig uur per dag mogelijk maakte in deze financiële instrumenten. 
In december 1999 fuseerde de beurs met de aandelenbeurs Stock Exchange of Singapore om samen de Singapore Exchange te vormen. 